# Aage Madsen (tennisspiller)
Aage Sigfried Madsen (25. maj 1885 i Faaborg - 9. april 1937 i København) var en dansk tennisspiller medlem af B.93.
Aage Madsen vandt i perioden 1915-1919 det danske mesterskaber i herredouble fire gange, tre gange med klubkammeraten Harald Thune Waagepetersen (1915, 1918 og 1919) og en gang med Leif Rovsing (1916).  
Han deltog ved OL i 1912 i Stockholm og stillede både op i single og herredouble med Axel Thayssen.